# Ґулістон (Мехнатободський джамоат)
Ґулісто́н (тадж. Гулистон) — село у складі Хатлонської області Таджикистану. Входить до складу Мехнатободського джамоату району імені Мір Саїда Алії Хамадоні.
Назва означає квітковий край.
Село знаходиться на річці Чубек.
Населення — 2206 осіб (2010; 2308 в 2009).